# Фещенко, Пётр Васильевич
Пётр Васильевич Фещенко (1922—1992) — участник Великой Отечественной войны, командир 1-го танкового батальона 19-й гвардейской танковой Минской Краснознамённой орденов Суворова и Кутузова бригады 3-го гвардейского танкового корпуса 5-й гвардейской танковой армии 3-го Белорусского фронта, гвардии капитан. Герой Советского Союза.

## Биография
Родился 3 июля 1922 года в селе Пришиб ныне Кременчугского района Полтавской области в семье крестьянина. Украинец.
Окончил десять классов средней школы, в 1940 году — учительский институт в Харькове.
В 1940 году был призван в ряды Красной Армии. В 1941 году окончил 2-е Саратовское танковое училище. В боях Великой Отечественной войны — с июня 1941 года. Воевал на Северо-Западном, Ленинградском, Калининском, 3-м Белорусском фронтах. Член ВКП(б)/КПСС с 1942 года.
Танкист Пётр Фещенко встретил войну на территории Литвы. Потом воевал на Ленинградском и Калининском фронтах в составе 8-й танковой бригады под командованием П. А. Ротмистрова. Принимал участие в боях под Москвой, в районе города Клин, а затем в Сталинградской битве. За успешные боевые действия в районе Котельниково под Сталинградом 3-й гвардейский танковый корпус, в котором служил П. В. Фещенко, получил наименование «Котельниковский». Тогда двадцатилетний офицер был награждён орденом Красного Знамени.
В ходе наступательных боев 1943 года П. В. Фещенко сражался против немецких войск на Харьковщине, освобождал Золочев, Богодухов. В составе 19-й гвардейской танковой бригады 5-й танковой армии он сражался с врагом до дня Победы. В июне 1944 года советские войска вели ожесточённые бои в Белоруссии. При освобождении Смолян и Толочина гвардии капитан П. В. Фещенко продемонстрировал отличные командирские способности, храбрость. Батальон, которым он командовал, получил задание действовать как передовой отряд советских войск, наступавших в направлении на Минск.
За трое суток тяжёлых боёв в период с 25 по 27 июня 1944 года танкисты уничтожили пятнадцать самоходных орудий, сорок бронетранспортёров, две противотанковые батареи, более двухсот автомашин, взяли в плен около двух тысяч солдат и офицеров противника. На железнодорожной станции Толочин гвардейцы захватили несколько вражеских эшелонов с боеприпасами, продовольствием и снаряжением. Батальон П. В. Фещенко вышел на дорогу Орша — Минск в районе деревни Озерцы и перерезал немецким частям пути к отступлению.
За участие в освобождении столицы Белоруссии 19-я гвардейская танковая бригада получила наименование «Минской». После успешных боёв в Белоруссии 1-й танковый батальон П. В. Фещенко освобождал города и села Польши, в числе первых подразделений советских войск перешёл границу Восточной Пруссии.
В 1946 году Фещенко окончил Высшую офицерскую школу бронетанковых войск. С 1947 года — в запасе. В 1950 году окончил Харьковский педагогический институт, в 1952 году — областную партийную школу. С 1961 года проходил службу в органах госбезопасности, был начальником управлений КГБ и МВД в Харьковской области.
С 1975 года генерал-майор П. В. Фещенко — в отставке. Жил в Харькове. Умер 10 октября 1992 года. Похоронен в Харькове на кладбище № 2.

## Награды
- Указом Президиума Верховного Совета СССР от 24 марта 1945 года за образцовое выполнение боевых заданий командования при освобождении Белоруссии и проявленные при этом мужество и героизм гвардии капитану Петру Васильевичу Фещенко присвоено звание Героя Советского Союза с вручением ордена Ленина и медали «Золотая Звезда» (№ 7673).
- Награждён ещё одним орденом Ленина, четырьмя орденами Красного Знамени, орденами Суворова 3-й степени, Александра Невского, Отечественной войны 1-й степени, Красной Звезды и медалями.

## Память
- Памятники П. В. Фещенко установлены в Харькове на кладбище № 2 и в селе Пришиб Кременчугского района.
- Памятная доска Фещенко Петру Васильевичу была открыта в Харькове на здании по улице Красина 5, где он жил с 1966 по 1992 годы[2].